# 산서면
산서면(Sanseo-myeon, 山西面)은 대한민국 전북특별자치도 장수군의 면 단위 행정구역 중 하나이다. 산서면의 면적은 47.74km2이며, 인구는 2010년 1월 기준으로 1,176세대 2,576명이다.

## 행정 구역
- 오성리
- 오산리
- 쌍계리
- 사계리
- 사상리
- 봉서리
- 하월리
- 이룡리
- 신창리
- 건지리
- 마하리
- 백운리
- 학선리
- 동화리

## 교육
- 산서초등학교
- 산서중학교
- 산서고등학교